# Jukbyeon
Jukbyeon est une commune sud-coréenne (myeon) située dans la province du Gyeongsang du Nord, plus précisément dans le district de Uljin, dans l'est du pays.
Jukbyeon comptait 6 946 habitants en 2010.